# 黄冬杰
黄冬杰（1981年12月22日—），中国女子手球运动员，曾代表中国国家队参加2008年夏季奥林匹克运动会女子手球比赛，最终队伍在四分之一决赛被淘汰，获得第六名。